# Jeff Cunningham
Pour les articles homonymes, voir Cunningham.
Jeff Cunningham, né le 21 août 1976 à Montego Bay en Jamaïque, est un footballeur international jamaïcain puis américain évoluant au poste d'attaquant.

## Carrière

### En club
Le 30 août 2011, il devient le meilleur buteur de la Major League Soccer en inscrivant un but sur penalty lors d'une défaite face à Seattle Sounders (6-2). Ce 134e but en MLS lui permet de passer devant Jaime Moreno et de devenir le meilleur buteur de l'histoire du championnat. Il est dépassé en 2014 par Landon Donovan.

### En équipe nationale
Après avoir disputé un match amical pour la Jamaïque en 1999, Jeff Cunningham a ensuite obtenu la citoyenneté américaine en 2001. Il a depuis joué à quatorze reprises pour l'équipe nationale américaine.

## Palmarès
- États-Unis
  - Vainqueur de la Gold Cup en 2002
- Crew de Columbus
  - Vainqueur de la US Open Cup en 2002
- Scorpions de San Antonio
  - Champion de NASL en 2012
- Meilleur buteur de MLS en 2006 (16 buts) et 2009 (17 buts)